# Chó King Charles Spaniel
Chó King Charles Spaniel (còn được gọi là Chó cảnh Spaniel Anh) là một giống chó nhỏ của thuộc loại chó Spaniel. Năm 1903, Câu lạc bộ Chăm sóc Chó kết hợp bốn giống chó cảnh Spaniel riêng biệt dưới cái tên duy nhất này. Các giống khác được sáp nhập vào giống này là Chó Blenheim, Ruby và Prince Charles Spaniel, mỗi giống đã đóng góp một trong bốn màu lông trong giống chó mới này.

## Tính cách
Chó King Charles Spaniel là một giống chó thân thiện, trong khi chúng không phải là giống chó giám sát như một như một số giống, chúng vẫn có thể sủa để cảnh báo chủ sở hữu của một người lạ tiến vào tiếp cận. Chó King Charles Spaniel không phải là một giống chó có năng lượng cao và thích việc chung sống với các thành viên gia đình, chủ yếu giống chó này đóng vai trò là một giống chó chuyên chăn cừu. Mặc dù có thể liên kết tốt với trẻ em và chịu đựng chúng, chó thuộc giống sẽ không chấp nhận việc bị đối xử thô bạo và không muốn bị bỏ lại một mình trong một thời gian dài. Được biết đến như một trong những giống chó cảnh ít náo nhiệt nhất, nó phù hợp cho cuộc sống căn hộ.
Chó King Charles Spaniel có thể chịu đựng được những vật nuôi khác tốt, mặc dù chúng vẫn có bản năng săn bắn của tổ tiên và có thể không luôn thân thiện với những con vật có kích thước nhỏ hơn. Giống chó này đủ thông minh để được sử dụng cho và đức tính vâng phục. Do tính khí ổn định, chó giống này có thể đóng vai trò là một con chó trị liệu cho các bệnh viện và nhà dưỡng lão.